# 4192 Брайзахер
4192 Брайзахер (4192 Breysacher) — астероїд головного поясу, відкритий 28 лютого 1981 року.
Тіссеранів параметр щодо Юпітера — 3,171.